# 美國國家農業圖書館
美國國家農業圖書館（英語：United States National Agricultural Library，簡稱：NAL），位於馬里蘭州貝爾茨維爾，隸屬於美國農業部，是世界最大的農業研究圖書館之一，亦是美國5所國家圖書館之一（其他4所為國會圖書館、國家醫學圖書館、國家交通圖書館和國立教育圖書館）。

## 外部連結
- 官方网站
- PubAg （页面存档备份，存于） — portal to agricultural research publications
- Ag Data Commons （页面存档备份，存于） — data catalog of agricultural research datasets
- LCA Commons （页面存档备份，存于）
- i5K Workspace @NAL （页面存档备份，存于）
- NAL Special Collections （页面存档备份，存于）
- NAL USDA Pomological Watercolors
- NAL Agricultural Thesaurus （页面存档备份，存于）
- 收藏的《USDA National Agricultural Library》